# Кумыки на «Тюрквидении»
Кумыки впервые должны были принял участие в Конкурсе Песни Тюрквидение в 2015 году, проходившем в Стамбуле, Турция. Хотя они не являются ни страной, ни регионом, они представляют собой тюркскую этническую группу, у которой нет определенного региона. Первоначально они собирались дебютировать на конкурсе 2015 года, но позже из-за состояния международных отношений между Россией и Турцией им было запрещено принимать участие в конкурсе.

## История
23 сентября 2015 года было подтверждено, что кумыки выступят на конкурсе 2015 года, который пройдет в Стамбуле, Турция. Кумыки выбрали Гульмиру (кумычка), Фатму (крымскую татарку) и Камилю (карачаево-балкарка) с песней «Alğa!» представлять их в 2015 году. Однако 17 декабря было объявлено, что кумыки не будет дебютировать на конкурсе из-за текущего состояния международных отношений между Российской Федерацией и Турцией.
Кумыкская этническая группа подтверждала участие в 2019 году, однако тогда конкурс не состоялся.
31 октября 2020 года, было подтверждено, что кумыки не будут участвовать в конкурсе 2020 года.